# José Ferrer
José Vicente Ferrer de Otero y Cintrón (Puerto Rico, Santurce (ma San Juan része), 1912. január 8. – Coral Gables, Florida, 1992. január 26.) Oscar-díjas Puerto Ricó-i színész, színház- és filmrendező. Ő volt az első Puerto Ricó-i színész, valamint az első spanyol színész, aki aranyszobrot nyert.

## Gyermekkora és tanulmányai
José Vicente Ferrer de Otero y Cintrón néven született 1912. január 8-án Santurce városában, Puerto Ricóban.
Édesanyja, María Providencia Cintrón, édesapja, az író és ügyvéd Rafael Ferrer. Nagyapja Gabriel Ferrer Hernandez volt, aki a Puerto Ricó-i szabadságharcban küzdött a sziget függetlenségéért.
Egy svájci bentlakásos magániskolában, a Le Rosey-ban tanult, majd a Princeton egyetemen szerzett diplomát. A Princeton Triangle Club tagja volt.

## Pályafutása
1935-ben debütált a Broadway-n, majd öt évvel később már főszerepben mutatta meg a tehetségét (Charley's Aunt). 1943-ban az Othellóban játszott Paul Robeson és első felesége, Uta Hagen oldalán – ez volt a leghosszabb ideig játszott Shakespeare-darab az USA történetében.
Az ötvenes években nemcsak színészként, hanem rendezőként is bemutatkozott a Broadway-n (The Shrike, Stalag 17, The Fourposter, Twentieth Century, Carmelina, My Three Angels, The Andersonville Trial) - munkáját újabb Tony-díjakkal jutalmazták. 1952-ben elnyerte a legjobb drámai színésznek járó díjat a The Shrike című filmben nyújtott alakításáért, valamint a legjobb rendezőnek járó díjat (The Shrike, The Fourposter, Stalag 17).
Legismertebb alakítását a Cyrano de Bergerac színmű címszerepében nyújtotta, melyért több színházi díjat is kapott. Az 1950-es Cyrano de Bergerac-filmben nyújtott alakításáért elnyerte az Oscar-díjat, amellyel rekordot írt: ő lett az első Puerto Ricó-i és az első spanyol ajkú színész, aki átvehette a rangos elismerést. A díjat a Puerto Ricó-i egyetemnek ajándékozta - onnan lopták el 2000-ben. Először 1946-ban játszotta el a szerepet a Broadway színpadán, majd játékának köszönhetően átvehette a legjobb drámai színésznek járó Tony-díjat. 1953-ban – saját rendezésében – New Yorkban ismételte meg a szerepet, ugyanakkor két filmben is magára öltötte, 1950-ben és 1964-ben.
Szinkronszínészként is kölcsönözte a hangját Cyranónak 1974-ben a The ABC Afterschool Special című animációs sorozat egyik epizódjában.
Filmszínészként 1948-ban debütált a Szent Johanna című színes filmben, amelyben Ingrid Bergmannal játszott együtt. A kezdeti mellékszerepek után rátaláltak a főszerepek és így olyan alkotásokban mutathatta meg a tehetségét, mint a Whirlpool (1949), a Crisis (Cary Grant oldalán, 1950), a Cyrano de Bergerac (1950) és a Moulin Rouge (1952).
Ettől kezdve a filmes karrierjének szentelte magát, de időnként visszatért a színház világába is. Nemcsak játszott a színpadon, hanem rendezett is (The Andersonville Trial, 1959). A Juno című musicalt Vincent J. Donehue-tól vette át, de nagy bukás lett és nem sokat segített a rendezői pályafutásán – ahogyan a The Girl Who Came to Supper című alkotás sem a színészi karrierjén.
Kora legnagyobb filmsztárjaival játszhatott együtt: Rita Hayworth (Miss Sadie Thompson, 1953), Barney Greenwald (Zendülés a Caine hadihajón, 1954), Sigmund Romberg (Deep in My Heart, 1954).
Ezután olyan filmeket rendezett, mint a The Shrike (1955), The Cockleshell Heroes (1956), The Great Man (1956), I Accuse! (1958), The High Cost of Loving (1958), Return to Peyton Place (1961), State Fair (1962). Olyan filmekben nyújtott emlékezetes alakítást, mint az Arábiai Lawrence (1962), A világ legszebb története (1965), Bolondok hajója (1965), Szentivánéji szexkomédia (1982), Lenni vagy nem lenni (1983), és a Dűne (1984).
Közben számos rádióműsorban kapott szereplési lehetőséget – ezek közül az 1945-ös sorozat, a Philo Vance volt a legjelentősebb, amelyben a címszereplő detektívnek kölcsönözte a hangját.
Televíziós sorozatokban is többször vendég szerepelt a karrierje során, rövidebb-hosszabb mellékszerepekben: Starsky and Hutch, Newhart, Another World, Bewitched, Quincy, M.E., Columbo, Kojak, The Don, Gyilkos sorok, Szerelemhajó, Matlock. 
1981-ben a Magnum című krimisorozat egyik epizódjában legidősebb fiával, Miguel Ferrerrel játszhatott együtt.
A kilencvenes években már keveset dolgozott. Utolsó filmszerepét 1992-ben a Lam Gong juen ji fan fei jo fung wan című filmben alakította.

## Magánélete
1938. december 8-án feleségül vette Uta Hagent, akitől egy gyermeke, Leticia Ferrer született 1940. október 15-én. A házaspár 1948. június 14-én elvált, részben azért, mert Hagen viszonyt folytatott az énekes Paul Robesonnal és nem volt hajlandó véget vetni a kapcsolatnak.
Öt nappal később, 1948. június 19-én kötötte második házasságát, Phyllis Hillel, akitől nem született gyermeke és akitől 1953. július 7-én elvált.
Hat nappal később, 1953. július 13-án feleségül vette az ünnepelt énekesnő Rosemary Clooney-t. Öt gyermekük született: Miguel Ferrer (1955. február 7. – 2017. január 19.), Maria Ferrer (1956. augusztus 9.), Gabriel Ferrer (1957. augusztus 1.), Monsita Ferrer (1958. október 13.) és Rafael Ferrer (1960. március 23).
1961-ben elváltak, majd három évvel később megpróbálták rendbe hozni a kapcsolatukat. 1964. november 22-én ismét összeházasodtak, de 1967. szeptember 12-én végleg elváltak útjaik, amikor kiderült, hogy a színész viszonyt folytatott Stella Daphne Magee-vel.
A viszonyból házasság lett 1977-ben, amely Ferrer haláláig tartott.

## Halála és emlékezete
1992. január 26-án, rövid szenvedés után hunyt el vastagbélrákban Coral Gables-ben, Floridában. A régi San Juan-i Santa María Magdalena de Pazzis temetőjében helyezték örök nyugalomra Puerto Ricóban.
2005-ben a Latin-Amerikai Színészek Szövetsége (HOLA) átnevezte az általuk kiosztott Tespis-díjat HOLA José Ferrer Tespis-díjra.
2012. április 26-án bélyegen jelent meg Ferrer arcképe a Kitüntetett Amerikaiak-sorozatban.

## Filmográfia
- 1992 - Lam Gong juen ji fan fei jo fung wan
- 1991 - Testvérharc (The Perfect Tribute) ... Edward Everett
- 1990 - A bérgyilkos (Hired to Kill) ... Rallis
- 1985 - A csábítás (Seduced)
- 1984 - Gyilkos sorok (Murder, She Wrote) ... Cagliostro
- 1984 - Az erőszak pokla (The Evil That Men Do) ... Dr. Hector Lomelin
- 1984 - Dűne (Dune)
- 1983 - Lenni vagy nem lenni (To Be or Not To Be)
- 1983 - Ez a lány bérbe adó
- 1982 - Szentivánéji szexkomédia (A Midsummer Night's Sex Comedy) ... Leopold
- 1981–86 - Szerelemhajó (The Love Boat)
- 1981 - Evita Peron ... Agustin Magaldi
- 1980 - Bunyó a javából (The Big Brawl) ... Dominici
- 1980 - Gideon trombitája (Gideon's Trumpet) ... Abe Fortas
- 1980 - Az álomgyár (The Dream Merchants) ... George Pappas
- 1979 - Bűnös élet (A Life of Sin)
- 1979 - Az ötödik muskétás (The Fifth Musketeer)
- 1978 - Zoltán, Drakula kutyája (Dracula's Dog) ... Branco felügyelő
- 1978 - A csodálatos Nemo kapitány (The Amazing Captain Nemo) ... Némó kapitány
- 1978 - Rajzás (The Swarm)
- 1977 - Az őrszem (The Sentinel) ... Robed Figure
- 1977 - J. Edgar Hoover titkos aktái (The Private Files of J. Edgar Hoover) ... Lionel McCoy
- 1977 - Ki látta a szelet? (Who Has Seen the Wind) ... Ben
- 1977 - Fedora ... Dr. Vando
- 1976 - A nagy busz (The Big Bus) ... Ironman
- 1976 - Az elátkozottak utazása (Voyage of the Damned) ... Manuel Benitez
- 1974 - Columbo és az MM7 robot (Columbo: Mind Over Mayhem) ... Dr. Marshall Cahill
- 1973 - Kojak és a Marcus - Nelson gyilkosságok (The Marcus-Nelson Murders) ... Jake Weinhaus
- 1971 - Gyilkosság San Franciscóban (Crosscurrent) ... Dr. Charles Bedford
- 1965 - A világ legszebb története (The Greatest Story Ever Told)
- 1965 - Bolondok hajója (Ship of Fools) ... Rieber
- 1963 - Cyrano és D'Artagnan (Cyrano et D'Artagnan)
- 1963 - Kilenc óra Ráma oltáráig (Nine Hours to Rama) ... Gopal Das felügyelő
- 1962 - Arábiai Lawrence (Lawrence of Arabia) ... török
- 1954 - Zendülés a Caine hadihajón (The Caine Mutiny) ... Barney Greenwald hadnagy
- 1953 - Miss Sadie Thompson ... Alfred Davidson
- 1952 - Moulin Rouge ... Henri de Toulouse-Lautrec
- 1950 - Szerelmi boldogság (Love Happy)
- 1950 - Katasztrófa (Crisis) ... Raoul Farrago
- 1950 - Cyrano de Bergerac ... Cyrano de Bergerac
- 1949 - Örvény (Whirlpool) ... David Korvo
- 1948 - Szent Johanna (Joan of Arc) ... VII. Charles, a trónörökös

## Díjak
- Oscar-díj
  - díj: a legjobb férfi főszereplő - Cyrano de Bergerac (1951)
- Golden Globe-díj
  - díj: a legjobb férfi főszereplő - Cyrano de Bergerac (1951)
- Tony-díj
  - díj: a legjobb drámai színész - The Shrike (1952)
  - díj: a legjobb drámai színész - Cyrano de Bergerac (1948)

## Fordítás
- Ez a szócikk részben vagy egészben  a   José Ferrer című angol Wikipédia-szócikk fordításán alapul.  Az eredeti cikk szerkesztőit annak laptörténete sorolja fel. Ez a jelzés csupán a megfogalmazás eredetét és a szerzői jogokat jelzi, nem szolgál a cikkben szereplő információk forrásmegjelöléseként.